# Bembecia ichneumoniformis
Bembecia ichneumoniformis é uma espécie de insetos lepidópteros, mais especificamente de traças, pertencente à família Sesiidae.
A autoridade científica da espécie é Denis & Schiffermüller, tendo sido descrita no ano de 1775.

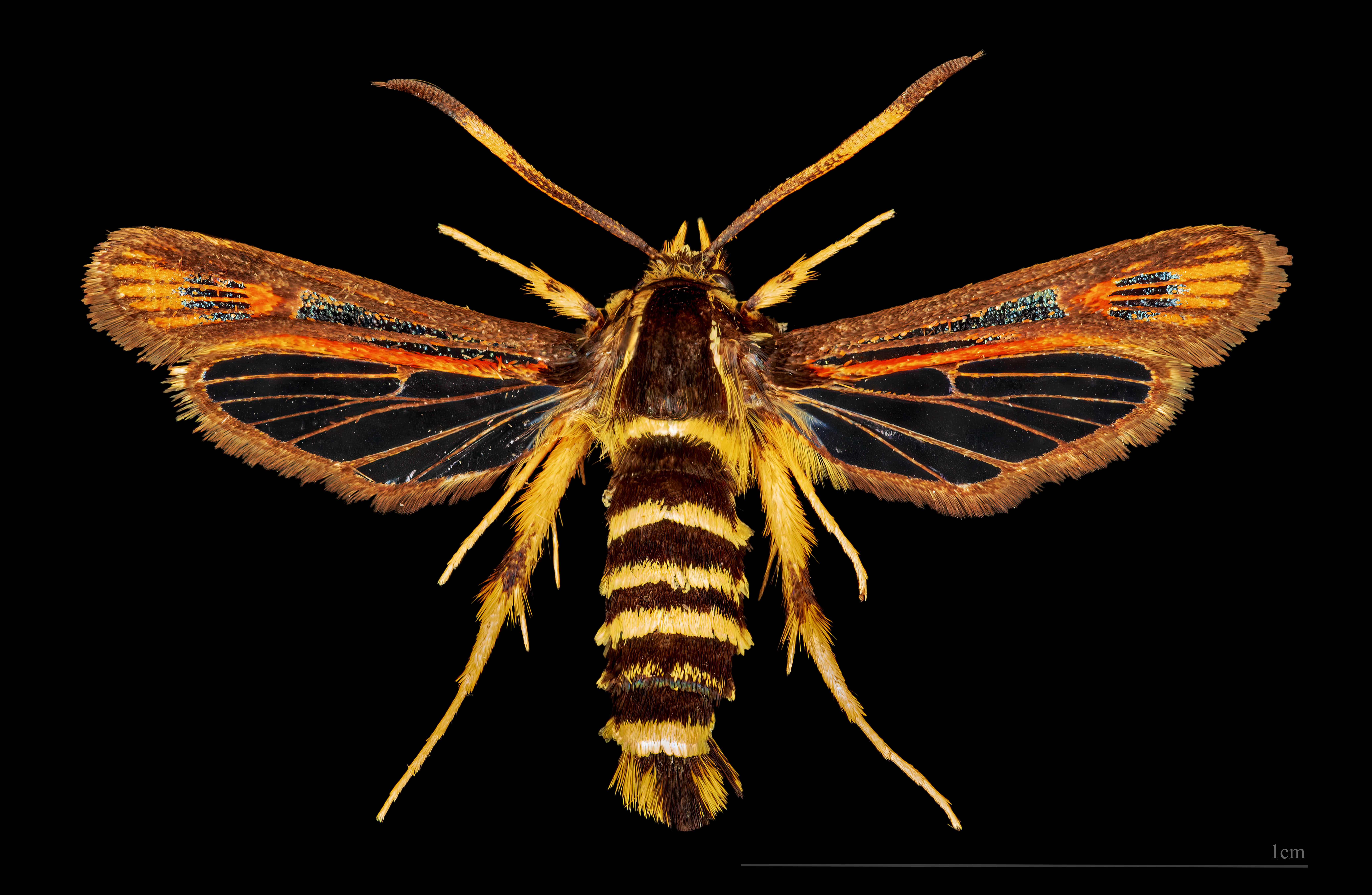
♂
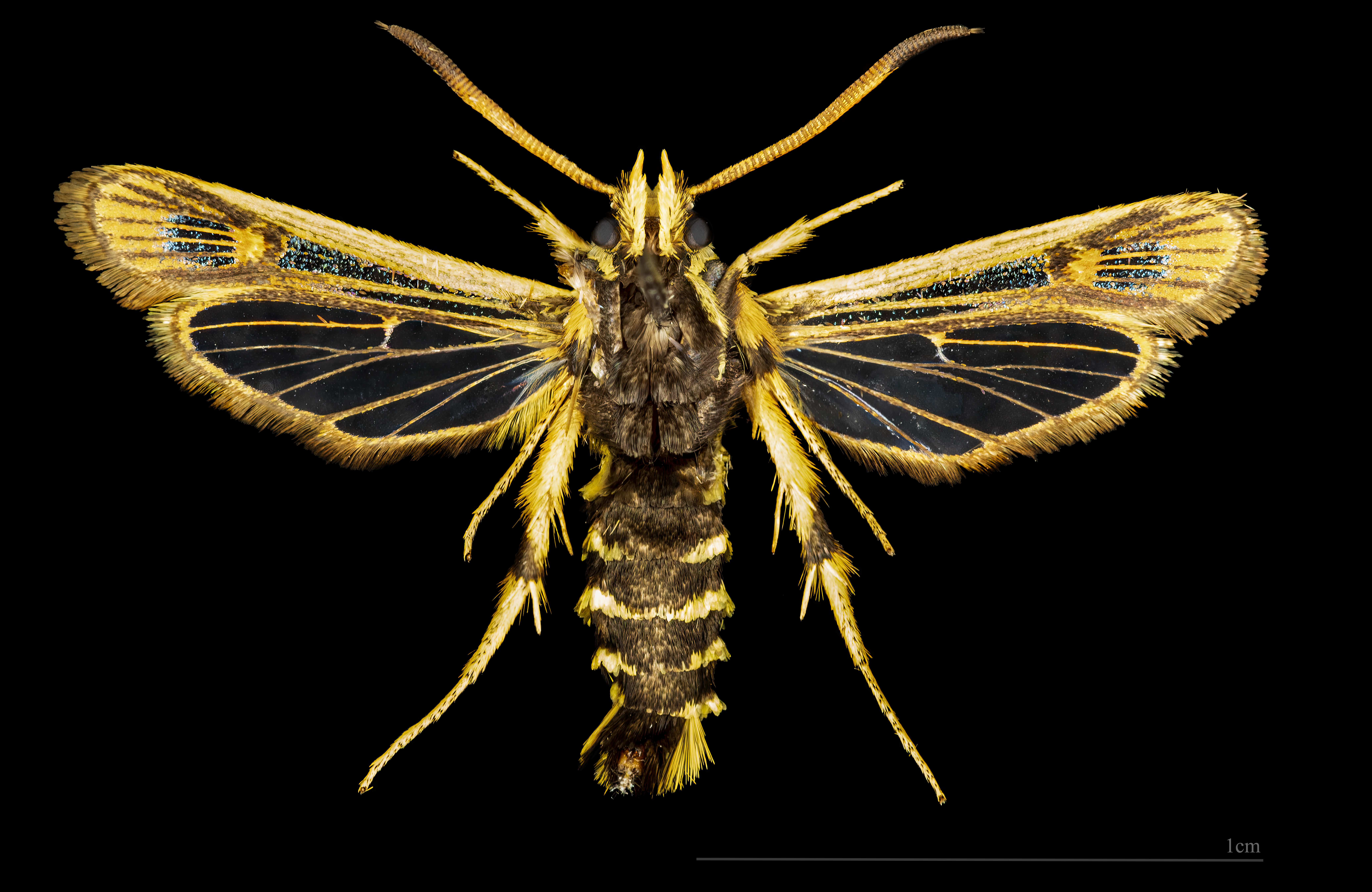
♂ △

Trata-se de uma espécie presente no território português.